# Нэпманы

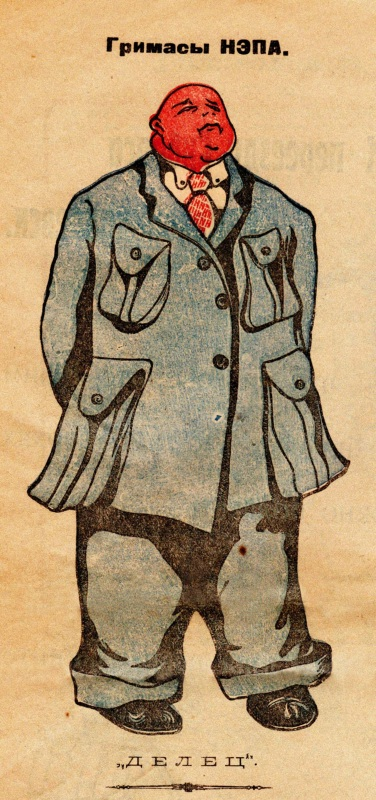
Нэпман-делец, юмористическая открытка 1922, художник Вениамин Ромов

Нэ́пманы (совбу́ры — советские буржуа) — разговорное название предпринимателей в Советской России и СССР в период НЭПа (1921—1931).
Как указывала театровед Елизавета Уварова, собственно слово «нэпман» впервые прозвучало в эстрадном обозрении «Олимпийцы в Москве» (автор — фельетонист Р. Меч (Менделевич)) петроградского театра миниатюр «Коробочка» и сразу вошло в обиход.
Допускалось только мелкое предпринимательство. Нэпманы, согласно Конституции РСФСР 1918 года и Конституции РСФСР 1925 года, были лишены избирательных прав как «нетрудовые элементы».
Со второй половины 1926 года началось осуществление политики по вытеснению частного сектора в экономике, прежде всего путём резкого увеличения налогов. 11 октября 1931 года было принято постановление о полном запрете частной торговли в СССР.
К началу 1930-х годов в СССР частные предприниматели как социальная группа перестали существовать, бывшие нэпманы, продолжавшие вести предпринимательскую деятельность, подвергались репрессиям.
Журнал The Atlantic за сентябрь 1924 года характеризовал нэпманов так: «Нэпман — известная фигура в Москве, Петрограде и других крупных российских центрах. Зимой он ходит в оперу в шубе на меху, а летние каникулы проводит на вилле под Москвой или на кавказском или крымском курорте. Его деньги легко зарабатываются и легко теряются, поэтому он склонен тратить их безрассудно, пока они у него есть».